# 바바라 오닐

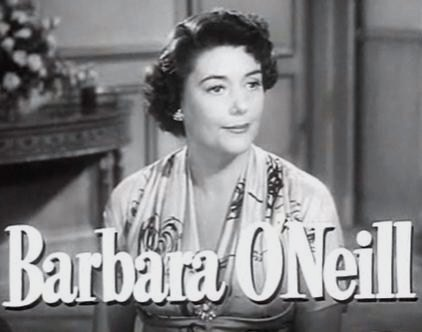

바바라 오닐(Barbara O'Neil, 1910년 7월 17일 ~ 1980년 9월 3일)는 미국의 영화배우, 연극 배우, 텔레비전 배우이다.
세인트루이스에서 태어났으며 그리니치에서 사망하였다. 사인은 심근 경색이다.

## 영화
- 엔젤 페이스 (1953년)
- 소용돌이 (1949년)
- 스튜디오 원 (1948년)
- 아이 리멤버 마마 (1948년)
- 비밀의 문 (1948년)
- 올 디스 엔드 헤븐 투 (1940년)
- 웬 투마로우 컴스 (1939년)
- 바람과 함께 사라지다 (1939년) - 엘렌 오하라 역
- 내가 법이다 (1938년)
- 스텔라 달라스 (1937년) - 헬렌 모리슨 역